# قائمة الثقوب السوداء
هذه هي قائمة من الثقوب السوداء (والنجوم الكبيرة المحتمل أن تكون ثقوب سوداء) ومرتبة حسب أحجامها (بما في ذلك ثقوب سوداء غير معروفة كتلتها)؛ بعض الأجرام في القائمة يمكن أن تكون مجرات أو عناقيد النجوم التي يعتقد أنها تتواجد حول ثقب أسود. القائمة تعطي أيضا التسميات حسب فهرس مسييه والقهرس العام الجديد حيثما كان ذلك ممكنا.

## ثقوب سوداء فائقة الضخامة ومرشحين آخرين
- 1ES 2344+514
- 3C 75
- 3C 371
- 4C +37.11 (this radio galaxy is believed to have binary supermassive black holes)
- AP Lib
- APM 08279+5255(contains the largest black hole estimated at 23 billion solar masses)
- أرب 220
- قنطورس أ
- EXO 0706.1+5913
- NGC 1316
- HE0450-2958
- IC 1459
- J1728.2+5013
- MCG-6-30-15
- المرأة المسلسلة (مجرة) (or the المرأة المسلسلة (مجرة))
- مسييه 32
- مجرة الدوامة (or the مجرة الدوامة)
- مسييه 60
- مسييه 77
- مسييه 81 (or مسييه 81)
- مسييه 84
- مسييه 87 (or مسييه 87) [استطاع مقراب أفق الحدث تصويره في عام 2019 ]
- مسييه 104 (or the مسييه 104)
- مسييه 105
- مسييه 106
- Mrk 180
- ماركاريان 421
- Mrk 501
- إن جي سي 821
- إن جي سي 1023
- إن جي سي 1097
- إن جي سي 1277 ; the central ثقب أسود فائق الضخامة is listed as fourth largest, and it is unusually large in proportion to the host galaxy, being 14% of the mass, instead of the usual 0.1%
- إن جي سي 1566
- إن جي سي 2778
- إن جي سي 2787
- إن جي سي 3079
- مجرة المغزل
- إن جي سي 3245
- إن جي سي 3377
- إن جي سي 3384
- إن جي سي 3608
- إن جي سي 3894
- إن جي سي 3998
- إن جي سي 4151
- إن جي سي 4261
- إن جي سي 4291
- إن جي سي 4342
- إن جي سي 4350
- إن جي سي 4438
- إن جي سي 4459
- إن جي سي 4473
- إن جي سي 4486B (a satellite galaxy of مسييه 87)[1]
- إن جي سي 4564
- مسييه 58
- إن جي سي 4596
- إن جي سي 4697
- إن جي سي 4742
- إن جي سي 4791
- إن جي سي 4849
- إن جي سي 4889 (contains the second largest ثقب أسود فائق الضخامة، estimated at 21 billion كتلة شمسيةes.)
- إن جي سي 4945
- إن جي سي 5033
- إن جي سي 5845
- إن جي سي 6251
- إن جي سي 7052
- إن جي سي 7457
- OJ 287 (a جرم بل لاسرتا containing the fifth largest supermassive black hole until إن جي سي 4889's discovery, estimated at 18 billion كتلة شمسيةes)
- PKS 0521-365
- PKS 0548-322
- PKS 2201+044
- Q0906+6930 (a نجم زائف متوهج organized around a supermassive black hole)
- RX J1131-1231 (first black hole whose spin was directly measured)
- الرامي أ*, which is in the centre of the درب التبانة
- Andromeda In the center of Andromeda Galaxy

### أنواع
- نجم زائف
- ثقب أسود فائق الضخامة
- نظام نجمي مضغوط جدا (is organized around a supermassive black hole). Hypothetical object.

## ثقوب سوداء متوسط الكتلة
- مسييه 82 (Messier 82, NGC 3034)
- GCIRS 13E
- HLX-1
- M82 X-1
- مسييه 15 (NGC 7078)
- مسييه 110 (NGC 205)
- NGC 1313 X-1
- NGC 1313 X-2
- مجموعة مجرات النحات (NGC 253)
- مسييه 33 (Messier 33, NGC 598)

## ثقب أسود نجمي
- 4U 1543-475/IL Lupi
- ثقب أسود A0620-00/V616 Mon (this black hole is currently thought to be the closest to الأرض، at about 3,000 light years, with a mass roughly estimated to be 11.0 ± 1.9 times the mass of الشمس)
- CXOU J132527.6-430023 A candidate stellar mass black hole outside of our Local Group of galaxies.[2]
- نجم الدجاجة إكس-1
- Cygnus X-3
- GRO J0422+32 (this is the smallest black hole yet discovered)
- ثقب أسود 1655-40/ثقب أسود 1655-40 (at one time considered the smallest black hole known)[3]
- GRS 1124-683/GU Mus
- نجم ثنائي GRS 1915 + 105/V1487 Aql
- GS 2000+25/QZ Vul
- GX 339-4/V821 Ara
- آي جي آر جيه 17091-3624 (candidate smallest stellar black hole) [4][5]
- M33 X-7 (most massive stellar-mass black hole known) [6]
- MACHO-96-BLG-5
- MACHO-96-NLG-5
- MACHO-98-BLG-6
- MACHO-99-BLG-22
- SN 1997D (in NGC 1536)
- نظام نجمي غريب SS 433
- في 404 الدجاجة
- XTE J1118+480/KV UMa
- XTE J1550-564/V381 Nor
- XTE J1650-500 (at one time considered the smallest black hole known)[3]
- XTE J1819-254/V4641 Sgr

## أنظمة ثقب أسود متعددة

### الثقوب السوداء الثنائية
- SDSS J120136.02+300305.5 core black holes — a pair of supermassive blackholes at the centre of this galaxy [7]
- PG 1302-102 – the first binary-cored quasar — a pair of supermassive blackholes at the core of this quasar [8][9]

### ثقوب سوداء ثلاثية
اعتبارا من عام 2014، كان هناك 5 أنظمة ثقوب سوداء ثلاثية معروفة.
- SDSS J150243.09+111557.3 (SDSS J1502+1115) core black holes — the three components are distant tertiary J1502P, and the close binary pair J1502S composed of J1502SE and J1502SW [10]
- GOODS J123652.77+621354.7 core black holes of triple-clump galaxy —[11]
- 2MASX J10270057+1749001 (SDSS J1027+1749) core black holes —[12]

## وصلات خارجية
- NASA's general description of black holes.
- A list of black hole stars and candidates compiled by Dr. William Robert Johnston, Ph.D (Physics), a post-doctoral researcher at the University of Texas (Dallas).